# Melochia bernoulliana
Melochia bernoulliana är en malvaväxtart som beskrevs av John Donnell Smith. Melochia bernoulliana ingår i släktet Melochia och familjen malvaväxter. Inga underarter finns listade i Catalogue of Life.